# Суховский (Алексеевский район)
Су́ховский — хутор в Алексеевском районе Волгоградской области России. Входит в Реченское сельское поселение.
Хутор расположен в 22 км юго-западнее станицы Алексеевской (по дороге — 34 км), 4 км юго-западнее хутора Реченский.
Рядом с хутором проходит асфальтированная дорога, хутор не газифицирован.
В окрестностях хутора — естественные пастбища, хорошие условия для производства животноводческой продукции.
На хуторе родился Герой Советского Союза Александр Колесов.

## История
По состоянию на 1918 год хутор входил в Усть-Бузулуцкий юрт Хопёрский округ Области Войска Донского.